# Myrmecotypus orpheus
Myrmecotypus orpheus är en spindelart som beskrevs av Reiskind 1969. Myrmecotypus orpheus ingår i släktet Myrmecotypus och familjen flinkspindlar.
Artens utbredningsområde är Panama. Inga underarter finns listade i Catalogue of Life.